# Clan dei Mazzarroti
Il clan dei Mazzarroti è un clan mafioso originario di Mazzarrà Sant'Andrea, piccolo comune in provincia di Messina. Talvolta viene considerato come una cellula operativa del clan dei Barcellonesi. Tra le attività principali di tale sodalizio vi sono: estorsioni, infiltrazioni negli enti comunali della zona, ed appalti pilotati. Nel territorio di Mazzarà Sant'Andrea è situata una discarica, che si è rivelata essere un "cimitero di mafia" a causa della quantità di cadaveri di vittime di mafia rinvenuti in quel luogo a distanza di decenni.

## Storia
L'area del comune di Mazzarrà Sant'Andrea e dei comuni vicini è associata a fenomeni di natura mafiosa sin dagli anni in cui nacquero i primi sodalizi mafiosi dell'area limitrofa di Barcellona Pozzo di Gotto, ovvero dagli anni 80 e 90.
Dal 2003 in poi sono state poste in essere dal cosiddetto "clan dei Mazzarroti" diverse attività illecite nella zona tirrenica della provincia, in particolare nei territori comunali di Mazzarrà Sant'Andrea, Tripi e Furnari. Si tratta soprattutto di gestione delle discariche e manipolazione delle elezioni amministrative del comune di Furnari, poi sciolto nel 2010 proprio per infiltrazioni mafiose. Per lo stesso motivo era stato sciolto nel 2005 il comune di Terme Vigliatore e venne sciolto nel 2015 anche il comune di Mazzarrà Sant'Andrea stesso.
"Nella discarica di Mazzarrà Sant'Andrea sono stati ritrovati scheletri umani, pare resti di cadaveri risalenti a pochi anni fa. Non posso dire altro perché la questione è oggetto di un'indagine sia da parte della Commissione, che accerterà le responsabilità politiche, sia da parte della magistratura". Queste sono state la parole dell'allora presidente della Commissione antimafia dell'Assemblea Regionale Siciliana, Nello Musumeci nel 2014, nel corso della presentazione, a Palazzo dei Normanni, a Palermo, del disegno di legge sul codice etico. La vicenda era già emersa nel gennaio 2011 grazie alle rivelazioni del collaboratore di giustizia Carmelo Bisognano, considerato il primo grande "pentito" della mafia barcellonese. Successivamente dei pentiti di Barcellona Pozzo di Gotto e Mazzarrà Sant'Andrea hanno indicato nuovi siti dove sarebbero state sepolte persone vittime di lupara bianca. Di tutte le  persone scomparse dal 1986 ad oggi, di circa una trentina non sono ancora stati rinvenuti i corpi.